# Sędzia Soplica

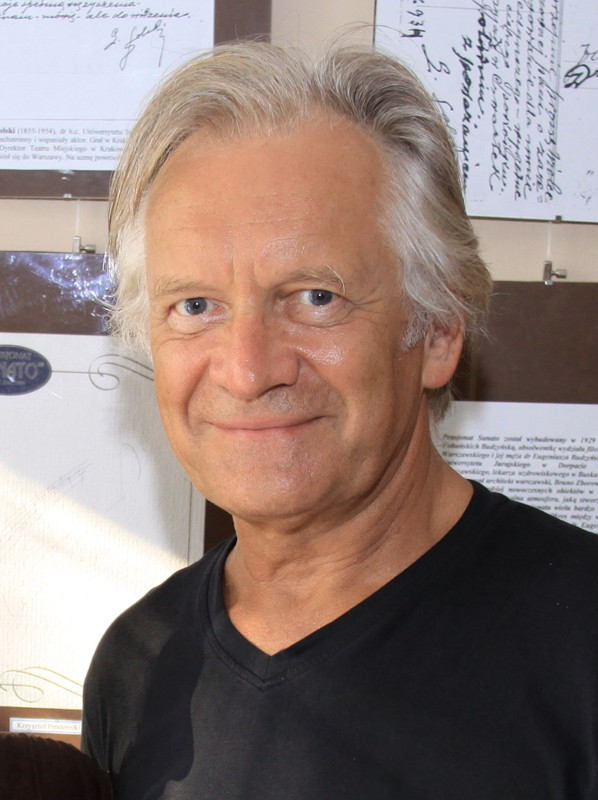
Andrzej Seweryn, odtwórca roli Sędziego Soplicy w filmie Pan Tadeusz w reżyserii Andrzeja Wajdy.

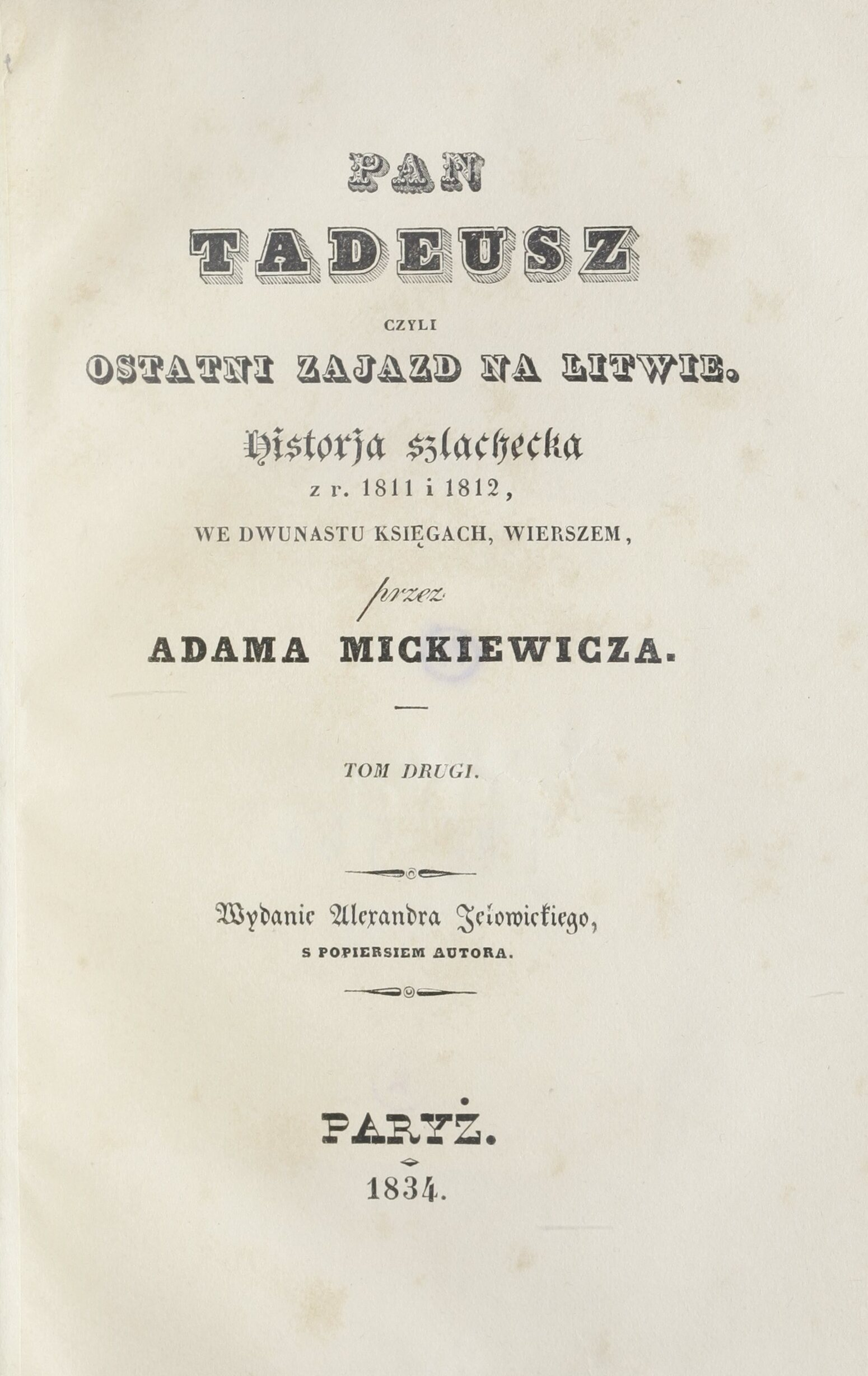
Pan Tadeusz – strona tytułowa z wydania w 1834 r.

Sędzia Soplica — postać z poematu epickiego Adama Mickiewicza Pan Tadeusz. Stryj Tadeusza, młodszy brat Jacka Soplicy, którego nigdy nie widział. Uczył się w szkole jezuickiej, ale wykształcenie zdobył w czasie dziesięcioletniej służby u ojca Podkomorzego – Wojewody. W młodości zakochany w Marcie Hreczeszance, córce Wojskiego. Gdy ona zmarła, nie związał się już z żadną kobietą. Czuwa nad wychowaniem Tadeusza i wspólnie z Telimeną opiekuje się Zosią. Za zabójstwo Stolnika Horeszki przez Jacka Soplicę przyjął od Moskali zamek Horeszków.
Jest dobrym gospodarzem, dogląda sam wszelkiego dobytku. Nie krzywdzi chłopów, dba o ich ziemie, nie przeciąża nadmierną pracą (każe pracować jedynie od świtu do zachodu słońca):
... tak pan Sędzia każe,
U niego ze dniem kończą prace gospodarze.
„Pan świata wie, jak długo pracować potrzeba;
Słońce, Jego robotnik, kiedy znidzie z nieba,
Czas i ziemianinowi ustępować z pola”.
Także - nie każe im się kłaniać „po kolana”. 
Czasami zasiada z nimi przy jednym stole, zgodnie ze starym zwyczajem. Jest dobrym Polakiem, a jego dworek to ostoja polskości. Broni starego porządku szlacheckiego, nie lubi cudzoziemszczyzny, jest przywiązany do starych obyczajów, szanuje gości, urządza polowania i biesiady. Jest patriotą, zwolennikiem idei powstania, wyraża szczerą radość na wieść o szykującej się wojnie, udziela pomocy szlachcie po bitwie z Moskalami, z radością gości polskich legionistów. Jego wadami są porywczość oraz pieniactwo, co daje się zauważyć podczas sporu o zamek.